# 정현조
정현조(鄭顯祖, 1440년 ~ 1504년 7월 13일)는 조선 전기의 문신이자 정치가이며 부마이다. 세조의 딸 의숙공주의 남편이다. 본관은 하동(河東)으로 영의정 정인지의 아들이며 호조판서 정숭조의 형이고, 선조의 생모 하동부대부인의 종증조부가 된다. 연영과에 제3위로 급제하고 1457년(세조 2) 영중추원사(領中樞院事), 1461년 교서관 제조(校書館提調), 1466년 1월 의빈부 의빈(儀賓府儀賓)을 거쳐 1468년(세조 13년) 온양별시문과에 을과로 급제하였는데, 이는 군주의 부마로서 과거 시험에 급제한 역사상 최초의 사례였다. 또한 글씨를 잘 써서 세조의 경국대전 편찬에 기여하였다.
예종 초기 남이의 옥사를 다스리는데 참여한 공로로 추충보사정난익대공신(推忠保社定難翊戴功臣) 2등에 책록되고 유록대부 의빈부 의빈을 거쳐 성종의 즉위를 도운 공로로 순성명량경제홍화좌리공신(純誠明亮經濟弘化佐理功臣) 1등에 책록되어 하성부원군이 되었다. 1477년 부인인 의숙공주가 자녀 없이 일찍 죽어 양반인 충찬위 이징의 딸을 재취로 맞이하여 9남 1녀를 두었다가 처벌받기도 했다. 그러나 뒤에 중종 때 정식으로 인정되었다. 1504년(연산군 9) 갑자사화로 유배되어 배소에서 사망했다. 중종 반정 이후 복권되고 불천지위가 되었다. 자는 효중(孝仲)이고 시호는 편정(褊玎)이다.

## 생애

### 생애 초반

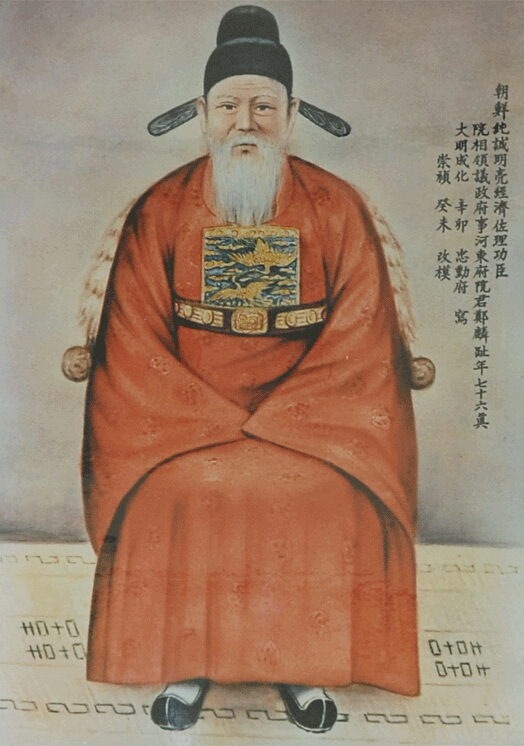
아버지 학역재 정인지

정현조는 1440년(세종 22) 문성공 정인지와 경주 이씨의 둘째 아들로 태어났다. 아버지 영의정부사 하동부원군 정인지는 정을귀의 손자이자 석성현감 증 영의정부사 하성부원군 정흥인(鄭興仁)의 아들이다. 어머니 경주 이씨는 이휴(李携)의 딸이자 문하좌정승 정순공(靖順公) 이성중(李誠中)의 손녀딸이다. 정상조, 정경조, 정숭조는 그의 동생들이다.
아버지 정인지는 집현전 학사로 포은 정몽주의 문인인 권우(權遇)의 문하에서 수학하였으며, 훈민정음 창제에도 집현전 학사의 한 사람으로 참여하였다. 고려사, 고려사절요를 편수하고 용비어천가를 지은 대학자였으나 세조 반정에 적극 협력하여 공신이 되었다. 정현조는 어려서부터 남달리 총명하고 영민(英敏)하여 일찍이 가정 교훈을 잘 이어받아 덕행(德行)과 기량(器量)을 잘 닦았다. 가문의 음덕으로 관직에 올라 돈녕부주부(敦寧府注簿)에 보임되었다.

### 세조의 부마
세조는 잠저 시절부터 그의 재능을 알아보고 점지해 두다가 1455년(단종 3) 자신의 딸을 그에게 시집보냈다. 정현조는 이후 연영과(筵英科)에 제3위로 등제하였다.
1455년(단종 3) 돈녕부주부(敦寧府注簿)가 되고, 그해 7월 장인 세조 즉위 후 부인이 의숙공주로 책봉되면서 7월 21일 그도 하성위(河城尉)에 봉하여졌다. 1456년 다시 하성위에 봉해지고 1457년 영중추원사(領中樞院事), 다시 하성군(河城君)으로 개봉되었으며 1461년 교서관 제조(校書館提調)에 임명되었다. 그해 도적이 가택에 침입, 도적으로부터 습격을 당하기도 했다.
1465년(세조 11) 6월 28일 중앙에서 군역에 쓸 노비를 전라도 광주에서 불러와 백악산(白岳山)에서 훈련을 시켰는데, 이 노비의 옷이 몸을 가리지못할 정도로 걸인이라 세조가 옷과 의복을 하사했다. 의금부에서 그를 파직하자 하여 분노한 세조가 그를 파직시켰다가 그해 7월 4일 복직했다. 1466년 1월 의빈부 의빈(儀賓府儀賓)이 되었다. 그해 잡류장(雜類將)을 거쳐 다시 하성위(河城尉)가 되고, 1467년(세조 13) 10월 하성군(河城君)으로 개봉되었다.

### 관료 생활
1468년(세조 13년) 온양별시문과(溫陽別試文科)에 을과(乙科)로 급제하였는데, 조선에서 부마로서 과거에 응시한 것도 처음이고 과거에 응시했다가 급제한 것은 그가 처음이었다. 그가 문과에 응시하여 초시에 합격한 것이 실록에도 등재되었다. 그는 2등이었지만 특별히 탐화랑(探花郞)의 영예가 수여되었다. 글씨를 잘 썼던 그는 세조가 법령을 정비하여 경국대전 편찬하는데 참여하였다.
1468년(예종 즉위년) 10월 남이의 옥사에 공헌하여 추충보사정난익대공신(推忠保社定難翊戴功臣) 2등에 책록되고 수록대부 의빈부의빈(綏祿大夫 儀賓府儀賓) 하성군에 봉하여졌으며, 1469년 3월 잠시 영의정을 지내기도 했다. 예종의 서거 직후 국장도감 제조(國葬都監提調)의 한사람으로 예종의 국장을 주관하였다.
예종 사후 왕위계승권자를 놓고 논란이 발생했을 때 그는 의경세자의 차남 자을산군 혈을 지지하였다. 1471년(성종 2) 3월 성종의 즉위를 도운 공으로 다시 좌리공신(佐理功臣) 1등에 책록되고 하성부원군(河城府院君)으로 진봉되었다. 1477년 부인인 의숙공주가 자녀 없이 일찍 죽자 양반인 충찬위 이징(李徵)의 딸을 재취로 맞이하였다. 그러나 의빈은 반가의 여자와의 재혼이 인정되지 않았기에 이씨 부인은 첩으로 여겨졌다. 성종은 정현조를 벌주지 않되 그 자손은 서얼로 논하도록 했다. 중종 대에 와서 이씨가 자식들의 벼슬길을 열어주기를 청했으나 중종은 이를 받아들이지 않았다.

### 생애 후반
1479년 국장도감의 당상으로 국장에 참여하였다. 1502년 부처에게 공양하고 재를 올린다는 이유로 대간과 헌부로부터 여러번 공격을 받았다. 전명(傳命)에 능하여 세조의 《경국대전》 찬정(撰定)에 공헌한 바 있으나, 만년에는 작첩(作妾)과 불교를 너무 숭상한 것 때문에 대간으로부터 여러 번 탄핵을 받기도 하였다.
성종시 참결대책녹훈일등에 책록되었으며 1504년(연산군 8년 갑자)에 안악(安岳)에 유배되어 유배지에서 65세의 나이로 죽었다. 1506년 중종 반정으로 중종이 집권하면서 복관 예장했으며, 시호는 편정(褊玎)이다.
처음에 충주의 선영 곁에 예장하였고 부조지전(不祧之典)을 내려 불천지위가 되었으며, 1542년(중종 37) 10월에 중종의 명으로 경기도 양주군 개좌동(价佐洞) 동남향 언덕에 이장하였다. 뒤에 다시 개장하여 고양 연희면 가좌동 해좌에 안장되었다가 뒤에 다시 경기도 의왕시 초평 이교산으로 이장하였다.
계실 정경부인 우계 이씨는 전직(典直) 증이참(贈吏參) 이징의 딸로 의빈은 본래 재혼이 인정되지 않으나 중종의 특명으로 윤허되었으며 이씨 부인의 묘는 광주군 언주면 신원이며 그 후손들은 경기도 의왕시와 김포지방에 세거하고 있다.

### 사후
처음에는 경기도 고양군 연희면 가좌동 정토(淨土) 해좌의 의숙공주 묘소 아래에 매장했다가 후에 의왕시 초평동 이교산으로 이장하면서 의숙공주와 합장되었다. 의왕 초평동에는 셋째 아들 승장의 손자 계안(繼安)과 계안의 후손들이 묻혀있는 곳이었다. 현재 묘소는 경기도 의왕시 초평동 이교산 64-4 중턱에 있다. 묘비문은 1543년(중종 38) 성균관사성 장옥(張玉)이 찬하고 썼다.
그의 동생 정상조의 아들이 정세호로, 정세호의 딸이 하동부대부인 정씨로 선조의 생모였다. 중종의 서자 덕흥군과 결혼하여 하원군, 하릉군, 하성군의 세 아들을 두었는데 하성군이 후사없이 사망한 명종의 뒤를 이으면서 부대부인으로 추증되었다.
임인년 신도비(神道碑)를 수립하고, 사우는 김포 검단면 대곡리에 있었으나 1997년(정축) 의왕 초평동에 재실을 건립하고 1999년(기묘) 이전했다.

## 가계
세조의 딸 의숙공주에게는 자녀가 없고, 이징의 딸 우계 이씨에게서 9남 1녀를 두었다.
- 부인 : 의숙공주(懿淑公主, 1441년 ~ 1477년 음력 12월 3일), 자녀 없음
- 부인 : 우계 이씨(? ~ ?년 1월 2일), 이징의 딸
  - 아들 : 승수(承秀, 부호군(副護軍), 묘는 광주군 신원
  - 며느리 : 충주박씨
    - 손자 : 언백(彦伯)

  - 아들 : 승영(承英, 장사랑(將仕郞), 묘는 양주 이답면
    - 손자 : 광(廣)

  - 아들 : 승장(承장, 사헌부감찰, 성종 갑인(1494) ~ 명종 기유(1549)) 묘는 군포 부곡동 탄현 경좌
  - 며느리 : 배는 전주이씨, 묘는 공묘하
  - 며느리 : 고령신씨, 묘는 쌍분
    - 손자 : 류(瑠)

  - 딸 : 왕족 종성령(鍾城令) 이구(李球)에게 출가
  - 아들 : 승화(承華)
    - 손자 : 충(忠)
    - 손자 : 신(臣)

  - 아들 : 승란(承蘭)
    - 손자 : 경(瓊)
    - 손자 : 영(暎)
    - 손자 : 림(琳)

  - 아들 : 승무(承武)
    - 손자 : 적(籍)
    - 손자 : 간(簡)
    - 손자 : 전(箋)

  - 아들 : 승범(承範)
  - 아들 : 승온(承蘊, 사역원정(司譯院正)
  - 아들 : 승동(承董, 예빈시첨정(禮賓侍僉正)
    - 손자 : 요(堯)
    - 손자 : 순(舜)
    - 손자 : 우(禹)
    - 손자 : 직(稷)
    - 손자 : 기(夔)

## 관련 작품

### 드라마
- 《인수대비》 (JTBC, 2011년~2012년 배우:정넘쳐)
- 《한명회》(KBS1 1994.01.03. ~ 1994.12.27. 104부작) 정현조는 1455년(세조 1년) 7월 21일, 세조의 딸 의숙공주와 혼인하면서 하성위 (河城尉)에 봉해졌다가, 1467년(세조 13년) 10월에는 하성군(河城君)으로 개봉되었다. 이 개봉은 일종의 승진이다. 드라마에서 세조 사후임에도 하성위로 불리는데 잘못이다.

## 평가와 비판
만년에는 작첩(作妾)과 불교를 너무 숭상한 것 때문에 대간으로부터 여러 번 탄핵을 받기도 하였다.

## 기타
정희왕후의 명으로 양주 회암사지(楊州 檜巖寺址)를 재중창하기도 하였다.

## 같이 보기
| - 조선 세조 - 정인지 - 의숙공주 - 이세희 - 의경세자 - 인수대비 - 조선 예종 - 덕원군 - 제안대군 - 월산대군 - 남이 - 하동부대부인 - 정숭조 | - 계유정난 - 세조 반정 - 좌리공신 - 이징 - 종성령 - 정승수 - 조선 선조 - 이경항 |

## 참고 문헌
- 세조실록, 예종실록, 성종실록, 중종실록, 국조방목, 대동야승, 전고대방
- 韓國人의 族譜(日新閣, 1977)